# جورج فرانز هوفمان
جورج فرانز هوفمان (بالروسية: Гофман, Георг Франц)‏ (و. 1760 – 1826 م) هو عالم نبات، وlichenologist، وسرخسياتي من الإمبراطورية الرومانية المقدسة . ولد في ماركت برايت .
وكان عضو في الأكاديمية الألمانية للعلوم ليوبولدينا. توفي في موسكو عن عمر يناهز 66 عاماً. سمي الجنس النباتي الهوفمانية (الاسم العلمي: Hoffmannia) من قبل عالم النبات الألماني ألوف بيتر سوارتز في عام 1814 تكريما له.

## التعليم
تعلم في جامعة إرلنجن نورنبيرغ